# Maassluis West (metrostation)
Maassluis West is een metrostation in de Nederlandse stad Maassluis en wordt bediend door metrolijn B van de Rotterdamse metro. 

## Geschiedenis

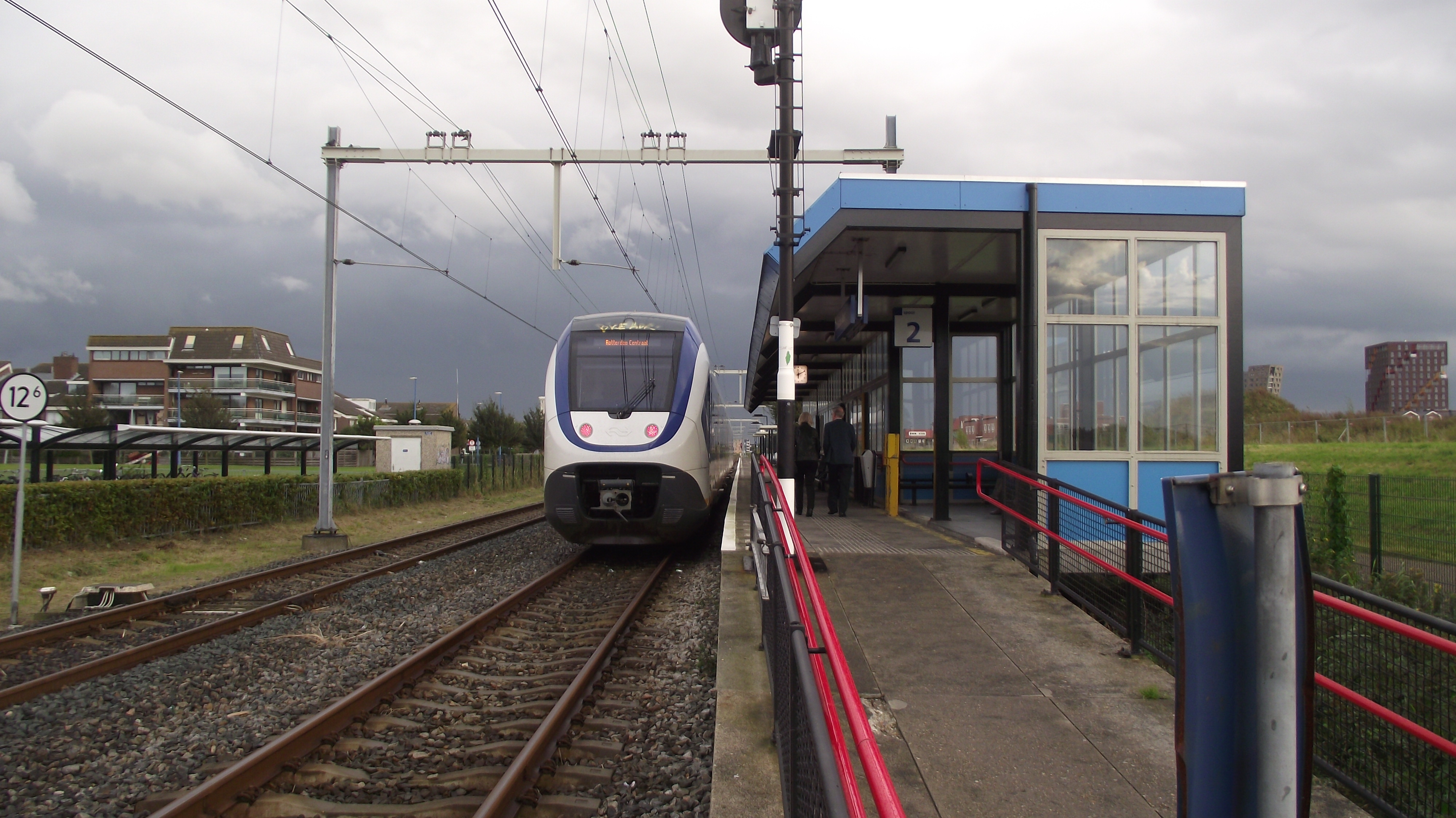
Sprinter op het voormalige treinstation

Het oorspronkelijke treinstation had twee perrons in bajonetligging en werd op 31 mei 1970 in gebruik genomen. Het stationsgebouw was een zeshoekig gebouw, een zogenaamd sextant. Op 15 november 2004 besloten de Nederlandse Spoorwegen de loketfunctie van dit stationsgebouw te beëindigen. De NS had het voornemen om het gebouw te verhuren, om zo de sociale controle op en rond het station te behouden. Dit bleek niet mogelijk, waarna het gebouw in mei 2007 is gesloopt.
In juni 2008 zijn er op dit station speciale overkappingen geplaatst bij de ticketautomaten. Dit deed men naar aanleiding van klachten van treinreizigers die moeilijk een kaartje konden kopen omdat de zon op de ticketautomaten scheen waardoor de schermpjes niet leesbaar waren.

### Verbouwing naar metrostation
Sinds 1 april 2017 rijden er geen NS-treinen meer op de Hoekse Lijn. Het spoor en de stations werden daarna verbouwd. Sinds 30 september 2019 is de lijn in gebruik bij de Rotterdamse metro, die gereden wordt door de RET. Op station Maassluis West stopt de Rotterdamse metrolijn B.

## Buslijnen
De volgende buslijnen van de RET stoppen op station Maassluis West:
| Soort     | Lijn | Bestemming                | Via                                                                        | Opmerkingen                        |
| --------- | ---- | ------------------------- | -------------------------------------------------------------------------- | ---------------------------------- |
| Streekbus | 126  | Schiedam, Station Centrum | Maasland (Viaduct), Liesveldviaduct, station Vlaardingen Oost, Vijfsluizen | Rijdt niet 's avonds en op zondag. |